# The Beautiful Guitar
„The Beautiful Guitar“ е компилация на американския китарист Джо Сатриани, издадена през 1993 г. Издадена е само в Европа.